# Bledius semiferrugineus
Bledius semiferrugineus är en skalbaggsart som beskrevs av Leconte 1863. Bledius semiferrugineus ingår i släktet Bledius och familjen kortvingar. Inga underarter finns listade i Catalogue of Life.